# 米劳 (萨克森州)
米劳（德語：Mühlau）是德国萨克森州的市镇，隶属于中萨克森县。总面积为8.09平方千米，截至总人口为人。